# Letiště Managua
Mezinárodní letiště Augusta Césara Sandina (IATA: MZP, ICAO: MNMG) se nachází 11 km od Managuy, hlavního města Nikaraguy. Bylo pojmenováno po nikaragujském revolucionáři a národním hrdinovi Augustu Césaru Sandinovi. Se svým 1, 1 milionem přepravených cestujících za rok se stalo pátým nejvytíženějším letištěm ve Střední Americe.

## Historie
22. ledna 1942 podepsala Vláda Nikaraguy smlouvu s Pan American World Airways na výstavbu nového letiště. Slavnostně bylo letiště otevřeno 4. července 1968 pod názvem letiště Las Mercedes. Tehdy mohlo letiště přijmout tehdy např. letouny typu Boeing 707.
Na začátku roku 1970 podstoupilo letiště další modernizaci. Přibyla klimatizace, reproduktory a hudba, pohyblivé zavazadlové pásy nebo restauraci s výhledem na ranvej.
V roce 1975 bylo letiště opět rozšiřováno a přejmenováno po národním hrdinovi A. C. Sandinu. Po nástupu Sandinistů k moci začalo letiště chátrat a nezažilo další renovaci, až v roce 1996, kdy byly přistavěny další dvě vstupní brány a rozšířena stojánka. V roce 2001 bylo přejmenováno na Managuaské mezinárodní letiště a o šest let později, v roce 2007 jej nechal prezident Daniel Ortega přejmenovat zpět na Mezinárodní letiště Augusta Césara Sandina.
Na letišti sídlí několik významných leteckých společností.

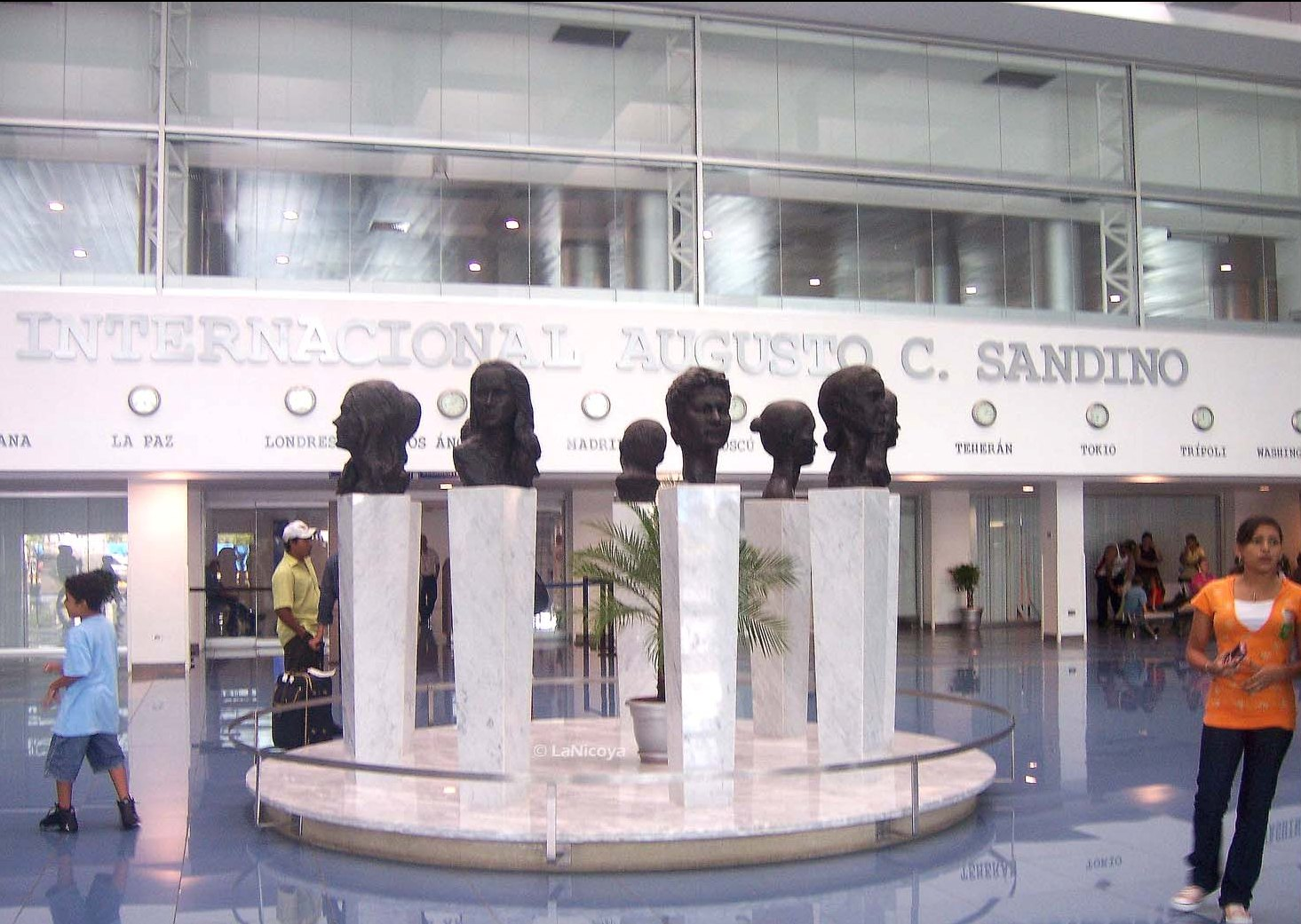
Interiér letiště

Letiště je považováno za jedno z nejmodernějších letišť ve Střední Americe. Leží necelých 11 km od Managuy, v nadmořské výšce 59 m.

## Vybavení a vzhled
Letiště má jednu asfaltovou vzletovou a přistávací dráhu, dlouhou 2442 m a širokou 45 m (v současnosti probíhá rekonstrukce, která mj. zahrnuje prodloužení této dráhy o 80 m). Na letišti pracuje kolem 360 zaměstnanců, k dispozici je mezinárodní, domácí a VIP terminál, restaurace, obchodní zóna, banky a autopůjčovny a pod.

## Mimořádné události a havárie
- 5. března 1959 zde selhaly oba dva motory letounu Vicker Viscount YS-09C společností TACA International Airlines. 15 z 19 lidí na palubě zahynulo.
- 5. června 2006 letoun DC-10 na trase Miami - Managua přistál na letišti velmi tvrdě a přejel konec ranveje o 300 m. Kromě škody na světelném naváděcím systému ranveje ztratil letoun palivo, uložené v křídlech.
- Dne 24. července 2007 Boeing 737-700 (kontinentální let C0876) se 120 cestujícími a šestičlennou posádkou z Panama City do Houstonu musel na Managuaském letišti mezipřistát, protože prasklo jedno z vnitřních oken.